# La Chapelle-sur-Coise
La Chapelle-sur-Coise este o comună în departamentul Rhône din sud-estul Franței. În 2009 avea o populație de 517 de locuitori.

## Evoluția populației
| An        | 1975 | 1982 | 1990 | 1999 | 2006 | 2009 |
| --------- | ---- | ---- | ---- | ---- | ---- | ---- |
| Populație | 243  | 294  | 313  | 382  | 484  | 517  |